# Asaccus kurdistanensis
Asaccus kurdistanensis är en ödleart som beskrevs av  Rastegar-Pouyani, Nilson och Faizi 2006. Asaccus kurdistanensis ingår i släktet Asaccus och familjen geckoödlor. Inga underarter finns listade i Catalogue of Life.
Exemplaren blir utan svans cirka 63 cm långa. Hela ovansidan bär flera knölar. Honor lägger ägg.
Ödlan är känd från några exemplar som hittades i provinsen Kurdistan i nordvästra Iran. De upptäcktes vid 1850 meter över havet. I regionen finns skogar som domineras av ekar som Quercus brantii samt Quercus persica och det finns växter av familjerna rosväxter och Graminaceae. Dessutom är området klippig. Två ödlor hittades nära en grotta.
Antagligen finns inga hot för beståndet. Även längre bort från fyndplatsen finns lämpliga habitat. IUCN kategoriserar arten globalt som livskraftig.